# Half Moon Bay (album)
Pour les articles homonymes, voir Half Moon Bay.
Albums de Bill Evans
The Tokyo Concert Live in Buenos Aires. 1
Half Moon Bay est un album du pianiste de jazz Bill Evans enregistré en 1973 et édité en 1998.

## Historique
Les titres qui composent cet album ont été enregistrés en public, le 4 novembre 1973, au club Bach Dancing and Dynamite Society à Half Moon Bay (Californie).
L'enregistrement a été fait à titre privé par Pete Douglas, propriétaire du club. Les bandes ont été rachetées pour publication par le producteur Eric Miller et les ayants droit d'Evans (Nenette et Evan Evans).
Le club de Pete Douglas, Bach Dancing and Dymamite Society est aussi connu sous le nom de Beach House.
Cet  album fut publié pour la première fois en 1998 par le label Milestone (MCD 9282-2).

## Titres de l’album
| No  | Titre                                      | Auteur                                       | Durée |
| --- | ------------------------------------------ | -------------------------------------------- | ----- |
| 1.  | Introduction                               |                                              | 0:41  |
| 2.  | Waltz for Debby                            | Bill Evans                                   | 6:25  |
| 3.  | Time Remembered                            | Bill Evans                                   | 5:46  |
| 4.  | Very Early                                 | Bill Evans                                   | 5:46  |
| 5.  | Autumn Leaves                              | Joseph Kosma, Jacques Prévert, Johnny Mercer | 4:47  |
| 6.  | What Are You Doing The Rest of Your Life ? | Michel Legrand, Boris & Marilyn Bergman      | 5:17  |
| 7.  | Quiet Now                                  | Denny Zeitlin (en)                           | 5:12  |
| 8.  | Who Can I Turn To (When Nobody Needs Me)   | Leslie Bricusse, Anthony Newley              | 6:35  |
| 9.  | How My Heart Sings                         | Earl Zindars                                 | 4:47  |
| 10. | Someday My Prince Will Come                | Frank Churchill, Larry Morey                 | 6:59  |

## Personnel
- Bill Evans : piano
- Eddie Gomez : contrebasse
- Marty Morell : batterie